# Gunnar Rudberg
Gunnar Rudberg, född 17 oktober 1880 i Björsäters socken, Västergötland, död 6 augusti 1954 i Uppsala, var en svensk klassisk filolog.
Efter mogenhetsexamen i Skara 1899 studerade Rudberg vid Uppsala universitet, där han blev filosofie kandidat 1903, filosofie licentiat 1907 och filosofie doktor på avhandlingen Textstudien zur Tiergeschichte des Aristoteles (1908). År 1908 utnämndes han till docent i grekiska språket och litteraturen. Som docent innehade han tidvis professorsförordnande och undervisade därutöver i latin vid Uppsala högre elementarläroverk för flickor 1909–1919. Han utnämndes till professor i klassisk filologi vid Oslo universitet 1919 och till professor i grekiska språket och litteraturen vid Uppsala universitet 1933, varifrån han avgick med pension 1946.
Rudberg var en av initiativtagarna till Svenska Klassikerförbundet och dess förste ordförande 1935–1945. Han blev 1927 teologie hedersdoktor vid Uppsala universitet och filosofie hedersdoktor vid Oslo universitet 1938. Rudberg invaldes 1934 som ledamot av Kungliga Vitterhets Historie och Antikvitets Akademien och 1940 som ledamot av Kungliga Vetenskapsakademien. Han blev riddare av Nordstjärneorden 1930 och kommendör av andra klassen av samma orden 1944.
Gunnar Rudberg var son till August Rudberg. Han var bror till biskop Yngve Rudberg och far till professor Sten Rudberg. Gunnar Rudberg är begraven på Uppsala gamla kyrkogård.